# Hockey su ghiaccio alla XXV Universiade invernale
I tornei di hockey su ghiaccio della XXV Universiade invernale si sono svolte alla Ice Hockey Arena e all'Ice Hockey Rink di Erzurum, in Turchia, dal 27 gennaio al 6 febbraio 2011.

## Squadre partecipanti

### Torneo maschile
| Gruppo A                                  | Gruppo B                                          | Gruppo C                                         |
| ----------------------------------------- | ------------------------------------------------- | ------------------------------------------------ |
| - Giappone - Rep. Ceca - Russia - Turchia | - Bielorussia - Canada - Corea del Sud - Slovenia | - Kazakistan - Slovacchia - Spagna - Stati Uniti |

### Torneo Femminile
| Girone unico                                                            |
| ----------------------------------------------------------------------- |
| - Canada - Finlandia - Regno Unito - Slovacchia - Stati Uniti - Turchia |

## Podi

### Uomini
| Evento                        | Oro    | Argento     | Bronzo |
| Hockey su ghiaccio (dettagli) | Russia | Bielorussia | Canada |

### Donne
| Evento                        | Oro    | Argento   | Bronzo     |
| Hockey su ghiaccio (dettagli) | Canada | Finlandia | Slovacchia |

## Medagliere
| Posizione | Paese       | Oro | Argento | Bronzo | Totale |
| --------- | ----------- | --- | ------- | ------ | ------ |
| 1         | Canada      | 1   | 0       | 1      | 2      |
| 2         | Russia      | 1   | 0       | 0      | 1      |
| 3         | Bielorussia | 0   | 1       | 0      | 1      |
|           | Finlandia   | 0   | 1       | 0      | 1      |
| 5         | Slovacchia  | 0   | 0       | 1      | 1      |
| Totale    | Totale      | 2   | 2       | 2      | 6      |